# Ґарет Джонс. Людина, яка забагато знала
«Ґарет Джонс. Людина, яка забагато знала» (пол. Gareth Jones. Człowiek, który wiedział za dużo) — біографічна репортажна книга польського репортера Мірослава Влеклого про валлійського журналіста Ґарета Джонса, який розказав світу про Голодомор.
Опублікована 14 жовтня 2019 року видавництвом Znak, український переклад вийшов з друку 25 червня 2020 року у видавництві «Човен».

## Опис
У книзі польський журналіст Мірослав Влеклий досліджує професійну діяльність аналітика і радника з міжнародних питань Девіда Ллойда Джоржа, згодом журналіста-міжнародника — Ґарета Джонса, який після своєї третьої подорожі до СРСР написав про Голодомор в Україні і якого за це почали цькувати, дескредитувати деякі корумповані журналісти, а згодом за загадкових обставин він помре у маріонетковій Маньчжурській державі.

## Історія створення
За словами Мірослава Влеклого знімальна група фільму «Ціна правди» надала йому свої матеріали. Але він ще вирішив, «що варто поїхати в Україну та пройти маршрутом, який майже 90 років тому крізь сніги долав Джонс» і взяти інтерв'ю в людей, які пам'ятають Голодомор. Йому у цьому допоміг український історик Роман Романцов. Матеріали з цієї поїздки увійшли до книги. Утім Влеклий цим не обмежився і поїхав ще у Вельс, де «вивчав нотатники Ґарета та переглядав сотні фотографій, які він по собі залишив».

## Зміст
- Пролог
- 1930
  - Розділ 1. Листівка зі Сталіним
  - Розділ 2. Історія про блакитнооких комсомолок
- 1931
  - Розділ 3. У центрі світу
  - Розділ 4. 57 різновидів Гайнца
  - Розділ 5. Десять правд із СРСР
  - Розділ 6. «Жоден селянин не любить працювати»
- 1932
  - Розділ 7. Віщування далекої дороги
  - Розділ 8. «Скажу Сталіну, що до нього навідається куркуль»
  - Розділ 9. А суп буде?
- 1933
  - Розділ 10. Буря над «коридором»
  - Розділ 11. Оп'яніння нацизмом
  - Розділ 12. Повернення з найкращої подорожі
  - Розділ 13. Почему голод?
  - Розділ 14. Викриття британця
  - Розділ 15. Батько — комуніст, а я — комсомолка
  - Розділ 16. Масштабна смертність через хвороби, спричинені недоїданням
  - Розділ 17. Горілка й закусь
  - Розділ 18. «Колгосп тварин»
  - Розділ 19. Краєвиди Вельсу
- 1934/1935
  - Розділ 20. У клітці хижого звіра
- Епілог
- Календар
- Подяки
- Бібліографія
- Іменний покажчик

## Відгуки
Науковець-історик Володимир В'ятрович дуже позитивно відгукується про книгу і радить до прочитання.
Письменник Юрій Андрухович дякує за переклад і зазначає: «Вже давно не "затягувала" мене жодна книжка так інтесивно. Браво!»
Літературна критикиня Ганна Улюра також хвалить книгу, пишучи наступне: «Ми отримали не одну книжку, а три книжки в одній.... І треба сказати, всі три книжки Влеклого таки цікавезні.»
Польська режисерка Аґнешка Голланд дякує за книгу і заявляє: «Вона дивовижно доповнила фільм «Ціна правди». Чесна, потужна розповідь.»

## Український переклад
- Влеклий Мірослав Ґарет Джонс. Людина, яка забагато знала / Переклад з польської: Олена Шеремет. — Львів: Човен, 2020. — 336 с.[8] ISBN 978-617-95022-0-0